# 法王寺 (登封市)

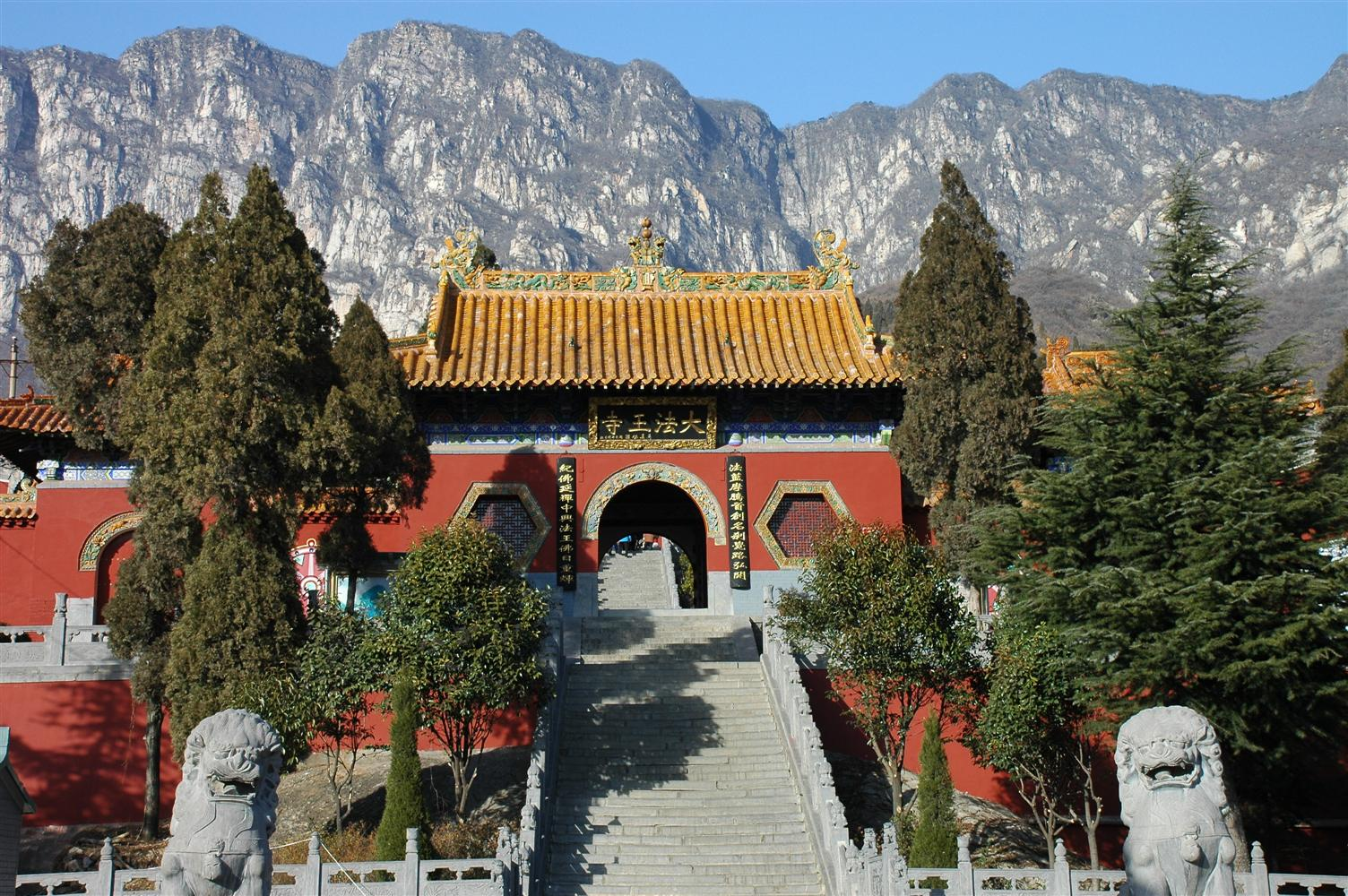
法王寺正面

法王寺（ほうおうじ）は、中岳嵩山の山麓に位置する中華人民共和国河南省登封市にある仏教寺院である。唐時代の石造多重塔などを残している。

## 概要
法王寺は嵩山玉珠峰のふもと、登封市の市街地からおよそ5キロメートル北西に位置している。寺の後方には唐時代の建造と伝えられる、高さ40メートルの十五重仏塔がそびえ立つ。塔の平面は縦横ともに7メートル（地上部分）の正方形で、壁の厚さは2メートルとなっており、7重目からは上に行くに従って四辺の長さが大きく逓減している。塔の様式は正定県開元寺の須弥塔や西安大薦福寺の小雁塔など、唐時代に建てられた他の塔に類似している。法王寺塔内の厨子には明時代の1409年、王家の一員が洛陽に滞在したときに奉納した翡翠製の釈迦如来像が祀られている。法王寺には、他にも高さがいずれも約10メートルで弧形の屋根を持つ単層レンガ造りの円錐型亭が3つある。また、他にも元時代に建設された塔を残している。

## 円仁の石版
2010年7月、法王寺で日本の僧円仁の名が刻まれた石版が発見されたとの報道がなされた。井真成に次ぐ遣唐使の足跡として注目を集めたが、その後、この石板が後世の作、または模造品である可能性など疑問が呈された。この「発見」を7月に発表した國學院大學栃木短期大学の酒寄雅志教授は、さまざまな指摘を受けてさらに研究を重ねたいとしている（2010年9月現在）。